# Kyrykly
Kyrykly är en ort i Azerbajdzjan.   Den ligger i distriktet Goranboj, i den centrala delen av landet, 270 km väster om huvudstaden Baku. Kyrykly ligger 112 meter över havet och antalet invånare är 932.
Terrängen runt Kyrykly är platt. Närmaste större samhälle är Borsunlu, 9,9 km sydväst om Kyrykly.
Trakten runt Kyrykly består till största delen av jordbruksmark. Runt Kyrykly är det ganska tätbefolkat, med 67 invånare per kvadratkilometer.